# Paectes variegata
Paectes variegata là một loài bướm đêm trong họ Noctuidae.